# Les Beaux Dimanches (film)
Pour les articles homonymes, voir Les Beaux Dimanches.
Pour plus de détails, voir Fiche technique et Distribution.
Les Beaux Dimanches est un film québécois réalisé par Richard Martin, sorti le 10 octobre 1974.

## Synopsis
Au lendemain d’une soirée particulièrement épuisante, quatre couples de riches bourgeois se retrouvent dans la maison de l’un d’eux (Jean Duceppe et Catherine Bégin) et la même soirée recommence…
L’alcool aidant, ils sont confrontés à leurs sentiments d’échec face à leurs vies amoureuses. Deux d’entre eux essaient même d’entreprendre des liaisons avec les femmes de leurs amis… 
Leur monde n’est pas aussi idyllique qu’ils le prétendaient, lorsque la fille du propriétaire (Louise Portal) annonce une surprise qui remettra en question leurs valeurs et perturbera l’équilibre si chèrement payé.

## Fiche technique
- Titre : Les Beaux Dimanches
- Réalisateur : Richard Martin
- Scénario et dialogues : Marcel Dubé, d’après sa pièce
- Participation au scénario : Richard Martin et Richard Hellman
- Images : Jean-Claude Labrecque
- Musique: Claude Léveillée
- Pays d'origine : Canada
- Genre : Drame
- Durée : 93 minutes
- Date de sortie : 10 octobre 1974 au  Canada

## Distribution
- Jean Duceppe : Victor Primeau

et, par ordre alphabétique :
- Catherine Bégin : Hélène Primeau, épouse de Victor
- Catherine Blanche : Une voisine
- Alpha Boucher : Un voisin
- Andrée Cousineau : Amie d’Étienne
- Yvon Dufour : Omer, époux d’Angéline
- Pierre Dufresne : Manuel Lacroix, le voisin architecte des Primeau
- Denise Filiatrault : Angéline, épouse d’Omer
- Hubert Gagnon : François, ami d’Étienne
- Luce Guilbeault : Muriel, épouse d’Olivier
- Andrée Lachapelle : Évelyne, épouse de Paul
- Roger Lebel : Ami de Victor
- Yves Létourneau : Olivier, époux de Muriel
- Robert Maltais : Étienne, amoureux de Dominique
- Gérard Poirier : Paul, époux d’Évelyne
- Louise Portal : Dominique Primeau, fille de Victor et d’Hélène
- Serge Thériault : Rodolphe, fils d’Omer et d’Angéline